# مزرعة قلعة چه (رودبار)
مزرعة قلعة چه (بالإنجليزية: Mazraeh-ye Qaleh Cheh)‏ هي مستوطنة تقع في إيران في قسم رودبار الريفي.